# Biwaknest

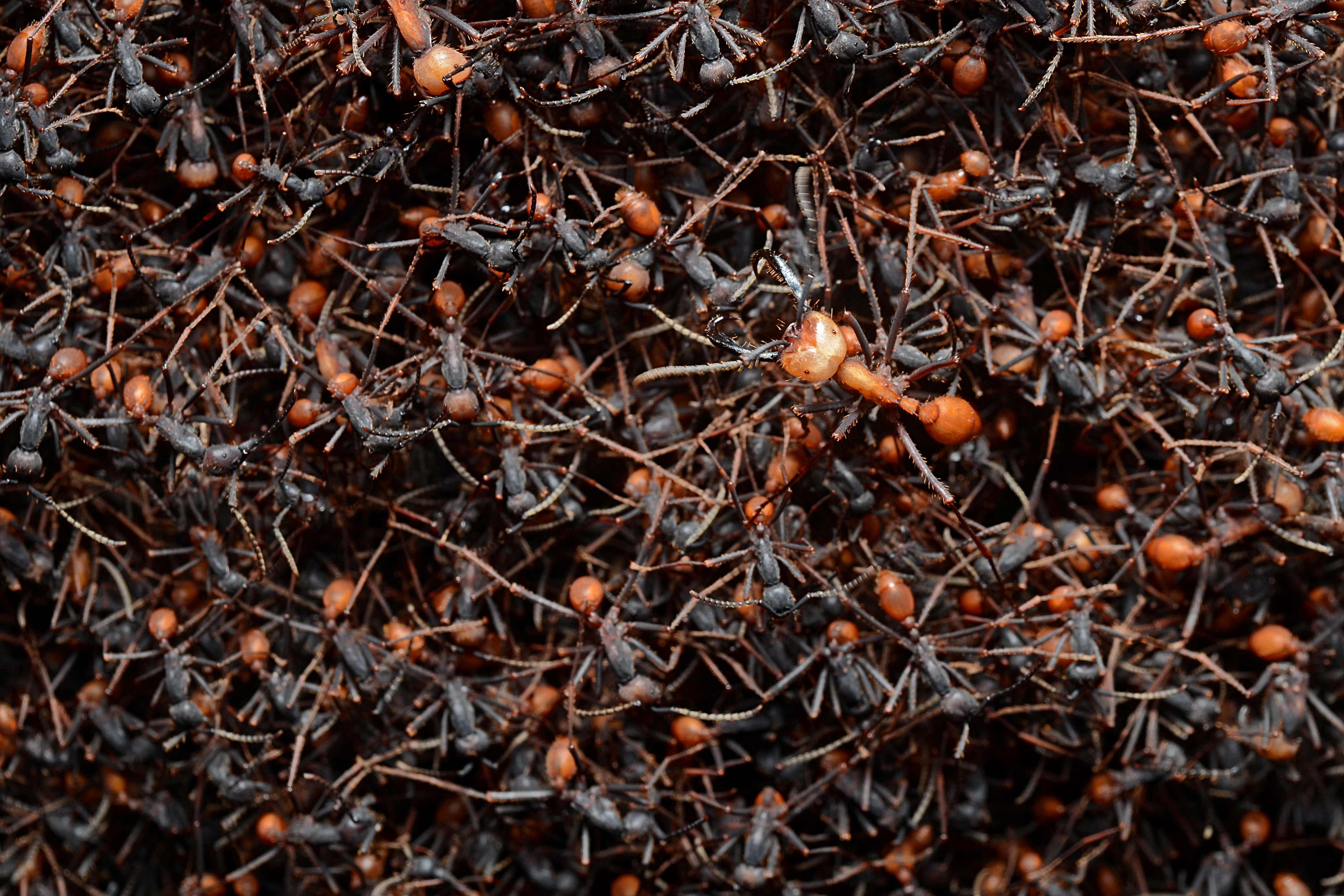
Biwak der Treiberameisen

Das Biwaknest oder Biwak ist ein mobiles Freinest oder Erdnest von Ameisenarten ohne dauerhaften Neststandort. Freinister sind Treiberameisen (der Unterfamilie Ecitoninae) sowie aus der Ponerinen-Gattung Leptogenys. Dorylinae und Aenictinae sind erdnistend, bilden aber innerhalb der Erdnester biwak-artige Aggregationen. Biwaknester sind Zusammenballungen von Arbeiterinnen, die sich aneinander klammern. Außer den Tierkörpern wird kein Baumaterial verwendet.

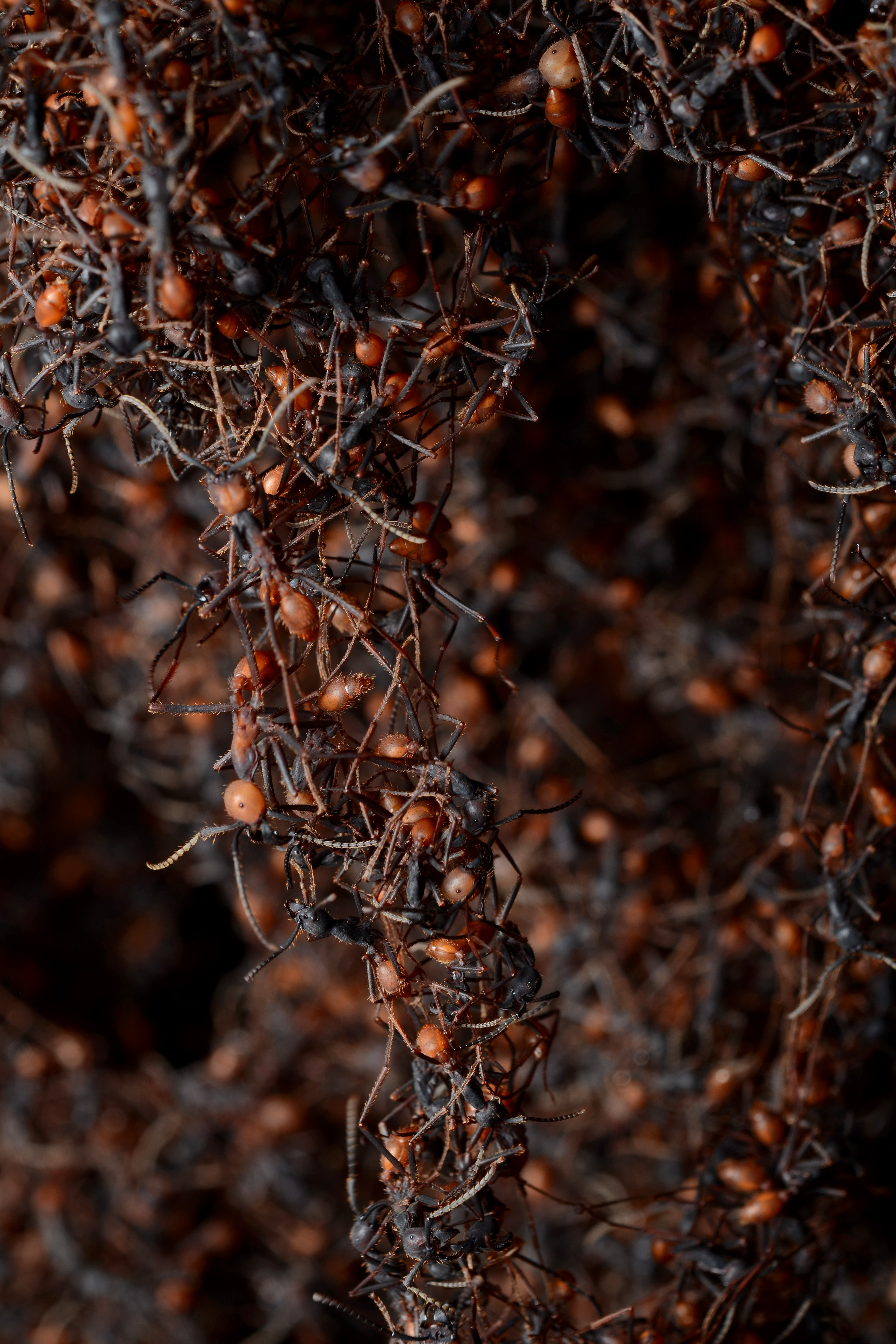
Brücke aus Treiberameisen

 Das Nest befindet sich in Bodennähe zwischen Blättern oder in Boden- oder Holzhöhlungen, aber auch frei zwischen Ästen hängende Nester kommen vor. Im Biwaknest werden Brut und eventuell vorhandene Trophobionten (z. B. Schmierläuse) von den Körpern der Arbeiterinnen, die sich gegenseitig an den Tarsalklauen (Prätarsus) festklammern, schützend umhüllt. Da die Konstruktion des Nestes kein Material erfordert, kann es sehr rasch eingerichtet und wieder aufgelöst werden, was die Mobilität von Treiber- und Wanderameisen erst ermöglicht. Aber nicht nur anlässlich von Wanderungen, auch im Tageswechsel, wenn die Arbeiterinnen ausschwärmen, scheint sich das Nest aufzulösen, um am Abend wieder an Volumen zu gewinnen.

## Staatengröße
Bis zu 700.000 Arbeiterinnen können ein Biwak von etwa 1 m Durchmesser bevölkern.
Auszählungen mehrerer faust- bis kindskopfgroßer Biwaks von Dolichoderus cuspidatus ergaben einen Bestand von mindestens 10.000 Wanderhirtenameisen-Arbeiterinnen, etwa 4000 Larven und verpuppten Ameisen, über 5000 Schmierläusen und einer (d. h. monogyner) Ergatogyne (d. h. arbeiterinähnlichen Königin). Männliche geflügelte Ameisen konnten in großer Zahl während der Trockenperiode (Januar–Februar) und während der Monsunperiode (September–Oktober) beobachtet werden. Die Kolonien vermehren sich durch Teilung.

## Biwak als Floß

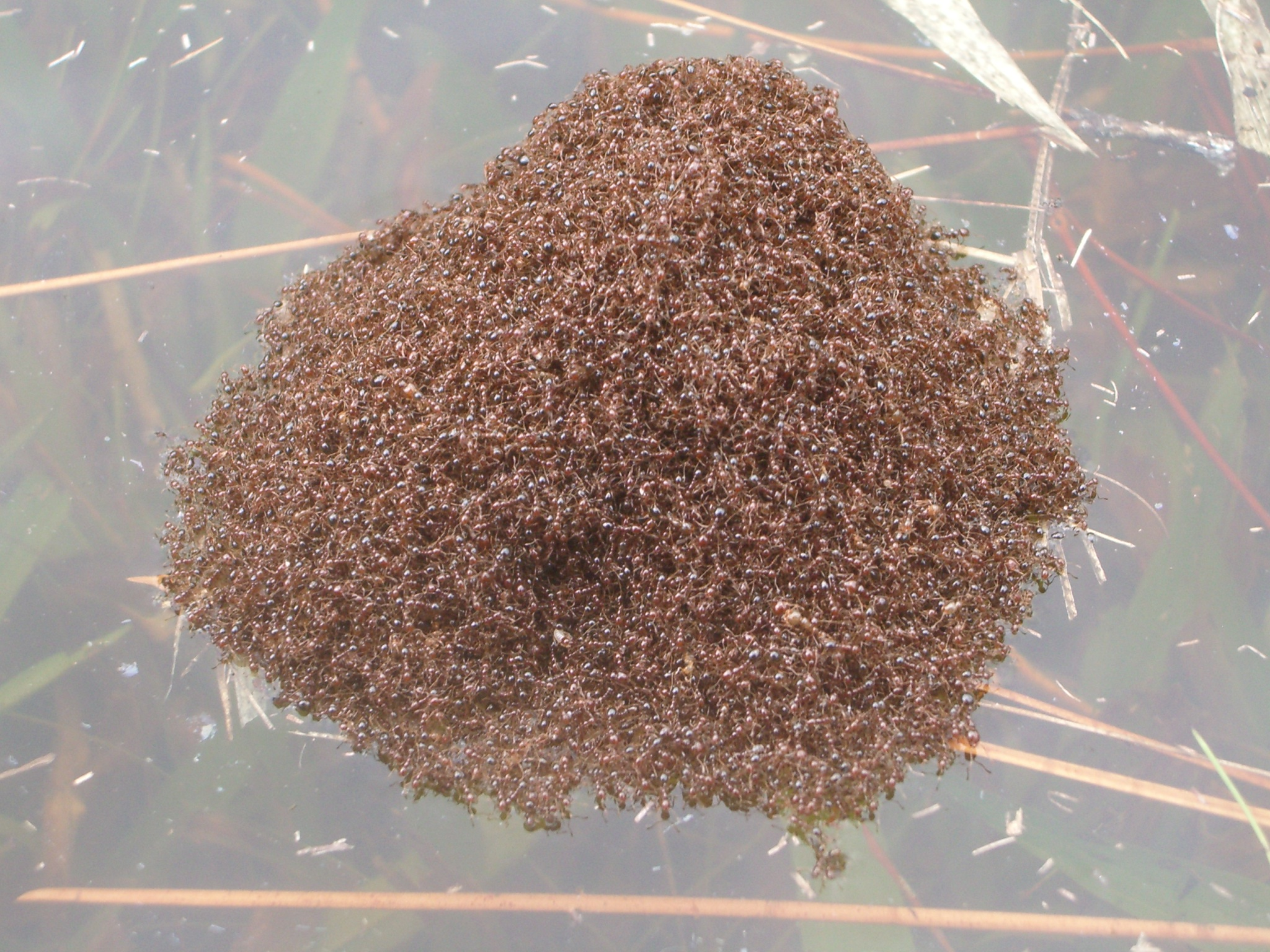
Biwakfloß der Roten Feuerameisen

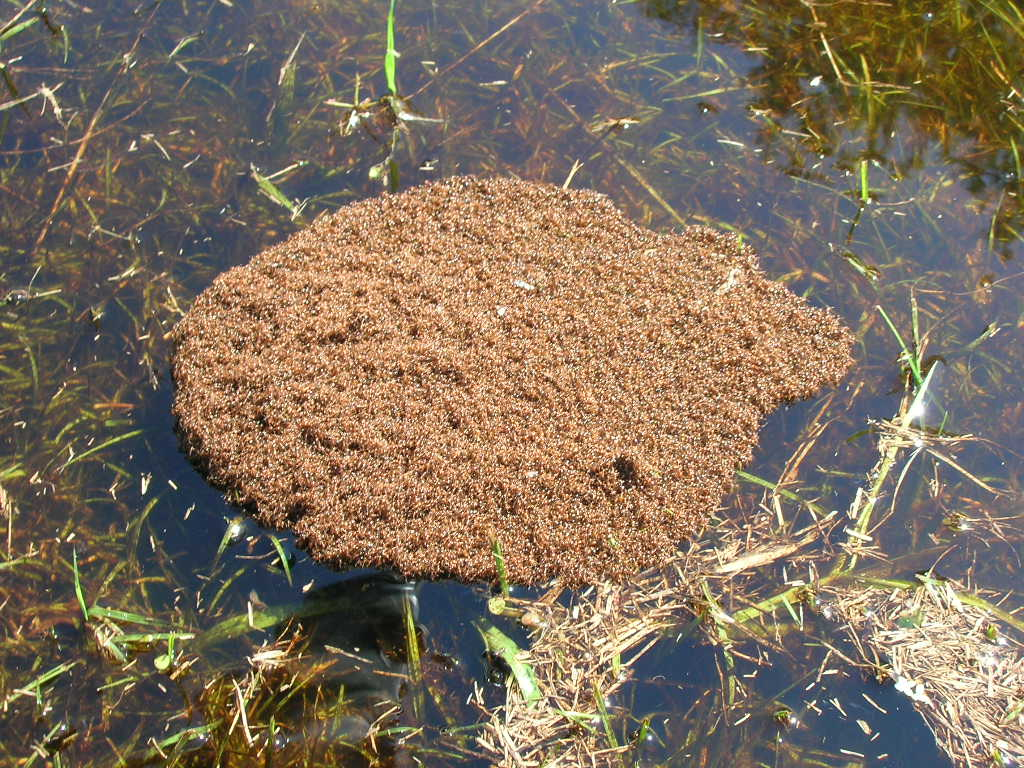
Biwakfloß der Feuerameisen

Rote Feuerameisen (Solenopsis invicta) überleben Überschwemmungen, indem sich die weiblichen Einzeltiere und Larven mit ihren Körpern zu einem Floß verketten. Dieses Floß ist eine Konstruktion, die stabil und tragfähig genug ist, einen ganzen Staat auf einem Strom wie dem Amazonas zu transportieren. Dabei ist zu beachten, dass die Überwindung von Wasserflächen für landlebende Insekten allgemein eine große Herausforderung darstellt. Das ebenfalls Biwak genannte Floß (auch: „Ameisentrauben“) wirkt für den menschlichen Betrachter chaotisch und besteht aus einer „Matte“ lebender Körper älterer Arbeiter. Sie wird gebildet, indem sich die Tiere mit ihren Nachbarn – im Schnitt 4,8 Nachbartiere – über Füße und Mundwerkzeuge fest verbinden, woraus durchschnittlich 14 Verknüpfungspunkte pro Tier resultieren, große Individuen haben bis zu 21. Kleine und große Tiere nehmen bevorzugt alternierende Stellungen in dem Netzwerk ein. Die Schwimmfähigkeit resultiert zum einen daraus, dass die Körperoberfläche der Tiere aus einer wasserabweisenden Cuticula besteht, die als Oberflächenkomponente viel hydrophobes Chitin enthält, zum anderen halten die Tierkörper unter Wasser mit Hilfe ihrer Cuticulaborsten Luftblasen. Von Zeit zu Zeit müssen untergetauchte Tiere ihre äußeren Luftvorräte wieder füllen. Dazu lösen sie sich aus dem Verband, werden durch nachrückende ersetzt und krabbeln durch Kanäle zwischen den anderen Tieren an die Luftoberfläche. Larven können mehr Luftblasen binden, weshalb Flöße mit höherer Larvenzahl stabiler schwimmen.
Die Flöße können einen Durchmesser bis 45 cm annehmen. Das Floß reagiert unempfindlich auf große Wellen.
Auf der Matte befinden sich frei beweglich, aber auf engstem Raum, mit freien Durchgangstunnels, die restlichen Tiere. Die Flöße können ausschließlich aus Arbeiterinnen bestehen, was eine fragwürdige Überlebensstrategie darstellt. Meist beherbergen sie aber auch Brut und Königinnen, oft auch Symbionten und männliche Ameisen. Es wurde aber auch beobachtet, dass männliche Ameisen daran gehindert wurden, Platz auf dem Floß einzunehmen. Einzelameisen ertrinken.
Die Fähigkeit, Biwakfloße zu bilden, besitzen mehrere Ameisenarten verschiedener Kontinente: Solenopsis geminata (Brasilien – Pantanal, Kolumbien, Venezuela – Llanos), Rote Feuerameise (Solenopsis invicta in südlichen USA und Südamerika), Camponotus compressus (Indien), Gelbe Schattenameise (Lasius umbratus in Europa, Asien, Nordamerika), Myrmica gallienii (Deutschland), Rote Gartenameise (Myrmica rubra, erstmals 1997 in Ostösterreich beobachtet), Dorylus arcens (Westafrika) sowie möglicherweise weitere.
Die Bildung des Biwakfloßes wird bei Feuerameisen ausgelöst durch permanentes leichtes Trommeln, wie durch unablässigen Regen. Auch bei anderen Ameisen, beispielsweise bei Lasius oder Camponotus, lösen Vibrationen wie durch Regen Aktivitäten aus.

## Einzelbelege
1. ↑  
Andreas Weißflog: Freinestbau von Ameisen (Hymenoptera: Formicidae) in der Kronenregion feuchttropischer Wälder Südostasiens. Dissertation am Fachbereich Biologie und Informatik, J. W. Goethe-Universität in Frankfurt am Main. 2001, urn:nbn:de:hebis:30-32871 (Online [PDF; 3,9 MB]).
2. ↑  W. H. Gotwald, Jr.: Army ants: the biology of social predation. In: Cornell University Press. Ithaka, 1995.
3. ↑  U. Maschwitz, S. Steghaus-Kovac, R. Gaube, H. Hänel: A South East Asian ponerine ant of the genus Leptogenys (Hym., Form.) with army ant life habits. In: Behav. Ecol. Sociobiol. Band 24, 1989, S. 305–316.
4. 1 2 3 4  
Ulrich Maschwitz, Heinz Hänel: The migrating herdsman Dolichoderus (Diabolus) cuspidatus: an ant with a novel mode of life. In: Behavioral Ecology Sociobiology. Band 17, Nr. 2, 1985, S. 171–184.
5. ↑  
Jacques H. C. Delabie: Trophobiosis between Formicidae and Hemiptera (Sternorrhyncha and Auchenorrhyncha): an overview. In: Neotropical Entomology. Band 30, Nr. 4, 2001, doi:10.1590/S1519-566X2001000400001.
6. ↑  Der Praetarsus der Insekten (Memento vom 29. August 2008 im Internet Archive)
7. ↑  U. Maschwitz, H. Hänel: Dolichoderus cuspidatus: the first nomadic ant. In: Nature Malaysiana. Band 11, Nr. 1, 1986, 18–23
8. ↑  William B. Jackson: Microclimatic Patterns in the army ant bivouac. In: Ecology. Band 38, Nr. 2, 1957, S. 276–285.
9. ↑  T. C. Schneirla, Robert Z. Brown, Frances C. Brown: The bivouac or temporary nest as an adaptive factor in certain terrestrial species of army ants. In: Ecological Monographs. Band 24, Nr. 3, 1954, S. 269–296.
10. 1 2 3 4 5  
B. J. Adams, L. M. Hooper-Bùi, R. M. Strecker, D. M. O’Brien: Raft formation by the red imported fire ant, Solenopsis invicta. In: Journal of insect science (Online). Band 11, 2011, S. 171, doi:10.1673/031.011.17101, PMID 22950473, PMC 3462402 (freier Volltext).
11. 1 2  
Ernesto I. Badano: Species richness and structure of ant communities in a dynamic archipelago: effects of island area and age. In: J. of Biogeography. Band 32, Nr. 2, 2005, S. 221–227, doi:10.1111/j.1365-2699.2004.01174.x.
12. 1 2 3  
Christian O. Dietrich, Birgit Schlick, Florian Steiner: Ameisen bei Hochwasser (Hymenoptera: Formicidae) – Beobachtungen in Ostösterreich im Juli 1997. In: Myrmecologische Nachrichten 2, 1998, S. 35–41.
13. 1 2 3  
Kathryn Knight: How fire ant architects connect to build balls. In The Journal of Experimental Biology 217, Nr. 12, 2014, S. 2029–2029, doi:10.1242/jeb.108787.
14. ↑  Rolf Froböse: Wenn Frösche vom Himmel fallen. Die verrücktesten Naturphänomene. Wiley-VCH, Weinheim 2007, ISBN 3-527-31659-0, S. 170 (Erklärung des Lotoseffektes der Insektenflügel).
15. ↑  Walter R. Tschinkel: The fire ant (Solenopsis invicta): still unvanquished. (PDF; 1,1 MB; S. 126–128)  In: B. N. McKnight: Biological Pollution: the control and impact of invasive exotic species. Herausgegeben von: Indiana Acad. Sci. Indianapolis 1993, S. 121–136.
16. ↑  Nathan J. Mlot, Craig A. Tovery, David L. Hu: Fire ants self-assembly into waterproof rafts to survive floods. In: PNAS. Band 108, Nr. 19, 2011, S. 7669–7673, doi:10.1073/pnas.1016658108 zitiert in: Feuerameisen verknuddeln sich zu Rettungsboot. In: Spiegel Online. 26. April 2011.
17. 1 2 3 4 5 6 7 8  
C. Anderson, G. Theraulaz, J.-L. Deneubourg: Self-assemblages in insect societies. In: Insectes Sociaux. Band 49, Nr. 2, Mai 2002, S. 99–110.
18. ↑  Adele M. Fielde, George H. Parker: The reactions of ants to material vibrations. In: Proceedings of the Academy of Natural Sciences of Philadelphia. 1904, S. 642–650.